# درخت‌سنبان
درخت‌سنبان (نام علمی: Cossoidea) نام یک بالاخانواده از راسته پروانه‌سانان است.